# Amerikansk dollar
Amerikansk dollar (engelska: United States dollar, förkortning: USD eller US-dollar), ofta endast dollar, alternativt USA-dollar, är den officiella valutan i USA. Den ges ut av USA:s centralbank – Federal Reserve (FRB) – och är även officiell valuta i Ecuador, El Salvador, Östtimor med flera länder (se valutaunion). Amerikansk dollar används också ofta som reservvaluta utanför USA. Den vanligaste symbolen för USA-dollar är dollartecknet ($). ISO 4217-koden för USA-dollar är USD. 1 USA-dollar motsvarar 100 cent (¢). USA-dollarn har en mycket viktig internationell roll och var 2022 världens största valuta, då den användes i drygt 50% av all internationell handel.

## Historia
Efter att representanter för tretton amerikanska kolonier (senare stater) i Philadelphia den 4 juli 1776 skrivit under USA:s självständighetsförklaring och i och med detta utropat den nya staten USA så behövdes det ett eget penningsystem och ett myntverk. Den nyvalde presidenten George Washington bad sin utrikesminister Thomas Jefferson att ta tag i saken. Jefferson tog kontakt med smeden John Harper som den 13 juli 1792 levererade de första 1500 half dimes, eller disme som de också kallades, i silver.

### Dollartecknet $
Vissa forskare hävdar att dollartecknet $, som är den vanligaste symbolen för USA-dollarn, härstammar ifrån de spanska silvermynt i valören 8 reales som var vanliga i Nordamerika innan Förenta staterna bildades. På dessa mynt skrevs siffran åtta som bokstaven S med ett eller två lodräta streck, vilket lär komma från det spanska statsvapnet, som de två Herkulesstoderna och mottot Non plus ultra skrivet i formen av ett S. Andra hävdar att dollartecknet är en förenklad version av initialerna US - United States - skrivna ovanpå varandra. Detta är dock föga troligt då dollartecknet användes av spanjorerna innan USA existerade.

### Namn
Ordet dollar härstammar från det tyska ordet thaler och motsvaras av det svenska ordet daler. I början av 1500-talet hittade man stora mängder silver i Joachimsthal i Böhmen. Av detta silver producerade man mängder av silvermynt som gick under namnet Joachimsthaler, vilket senare förkortades till thaler. Ett slanguttryck för den amerikanska dollarn är simoleon.
I USA har mynten namn. För 1 ¢ och 5 ¢ är namnen inofficiella, dessa mynt är i stället märkta one cent och five cents istället för penny respektive nickel. För de högre valörerna är namnen officiella; exempelvis är 10¢-myntet märkt one dime.
Ordet penny (plural: pennies, inte pence) är specifikt för 1¢-mynten, så att säga "25 pennies" betyder 25 encentare, inte vilka 25 cent som helst.

### Värde
Efter att den svenska kronan etablerades på valutamarknaden i slutet av 1800-talet (då den ersatte riksdalern) har en dollar aldrig varit värd mindre än 3,60 kronor, ett värde den nådde under tiden strax efter andra världskriget då den svenska valutan revalverades. Dessförinnan hade den stadigt stått i en kurs mellan 4,20 och 4,50 SEK för en dollar. När den svenska ekonomin efter haussen som följde andra världskriget kraschade på 1970-talet så ökade värdet på dollarn stegvis, bland annat på grund av de devalveringar som gjordes på kronan. I början av 2000-talet var dollarn värd strax över 11 SEK, men efter 11 september och de finansiella oroshärdar som gick värdet tillfälligt ner.[källa behövs]

## Valörer

### Sedlar
| Valör | Framsida | Baksida | Porträtt           | Första utgåva | Senaste utgåva | Cirkulation |
| ----- | -------- | ------- | ------------------ | ------------- | -------------- | ----------- |
| $ 1   |          |         | George Washington  | 1963          | 2013           | Stor        |
| $ 2   |          |         | Thomas Jefferson   | 1976          | 2013           | Begränsad   |
| $ 5   |          |         | Abraham Lincoln    | 2006          | 2013           | Stor        |
| $ 10  |          |         | Alexander Hamilton | 2004          | 2013           | Stor        |
| $ 20  |          |         | Andrew Jackson     | 2004          | 2013           | Stor        |
| $ 50  |          |         | Ulysses S. Grant   | 2004          | 2009           | Stor        |
| $ 100 |          |         | Benjamin Franklin  | 2009          | 2009           | Stor        |

$ 100 000 trycktes enbart 1934, släpptes aldrig i cirkulation och inga exemplar finns hos allmänheten.

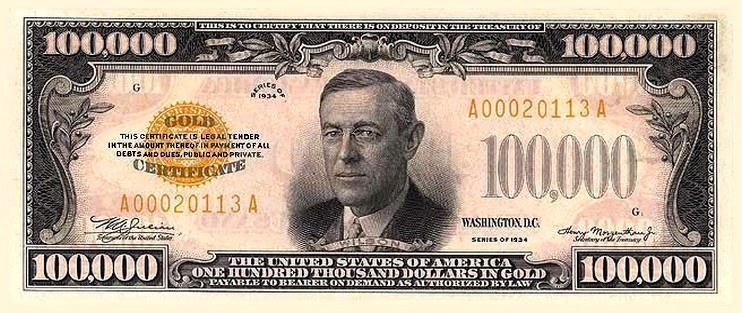
100 000-dollarsedeln tryckt enbart 1934.

$ 100 är den högsta valören som fortfarande trycks.
$ 2 är relativt ovanliga i cirkulation och $ 50 och $ 100 börjar bli mer ovanliga eftersom amerikanska uttagsautomater endast ger $ 20-sedlar. I synnerhet bensinstationer, snabbköp och snabbmatställen har på många håll slutat ta emot sedlar större än $ 20 eller $ 50.

### Mynt
| Valör | Framsida | Baksida | Namn i folkmun   | Porträtt              | Vikt    | Diameter | Material                         | Cirkulation |
| ----- | -------- | ------- | ---------------- | --------------------- | ------- | -------- | -------------------------------- | ----------- |
| 1 ¢   |          |         | penny            | Abraham Lincoln       | 2,5 g   | 19,05 mm | 97,5 % Zn täckt av 2,5 % Cu      | Stor        |
| 5 ¢   |          |         | nickel           | Thomas Jefferson      | 5,0 g   | 21,21    | 75% Cu täckt av 25% Ni           | Stor        |
| 10 ¢  |          |         | dime             | Franklin D. Roosevelt | 2,268 g | 17,91 mm | 91,67% Cu täckt av 8,33% Ni      | Stor        |
| 25 ¢  |          |         | quarter (dollar) | George Washington     | 5,67 g  | 24,26 mm | 91,67% Cu täckt av 8,33% Ni      | Stor        |
| 50 ¢  |          |         | half dollar      | John F. Kennedy       | 11,34 g | 30,61 mm | 91,67% Cu täckt av 8,33% Ni      | Begränsad   |
| $ 1   |          |         | dollar           | Sacajawea             | 8,10 g  | 26,50 mm | 88,5% Cu, 6% Zn, 3,5% Mn, 2 % Ni | Begränsad   |

50 ¢ och $ 1 är relativt ovanliga, dock blir $ 1 vanligare. Ett äldre silverfärgat dollarmynt med Susan B. Anthony finns även i cirkulation. Detta mynt blev dock impopulärt på grund av att det var alltför lätt att blanda ihop med 25¢-mynten.
Amerikanska myntverket, US Mint, gav även ut en serie en-dollar-mynt med bild på de amerikanska presidenterna, i ordning som de tillträdde posten, och endast gällande dem som gått bort, som minnesmynt och samlarmynt. Projektet började 2007 och avslutades 2016. De första åren, 2007 to 2011, präglades mynten i större antal med tanke på cirkulation, men från 2012 präglades de endast som samlarmynt och inte för cirkulation. År 2020 präglades ett samlarmynt för George H.W. Bush, som dog 2018.